# Ендрю Капоб'янко
Ендрю Капоб'янко (англ. Andrew Capobianco 13 жовтня 1999 - Мінеола (Нью-Йорк)) — американський стрибун у воду, срібний призер Олімпійських ігор, бронзовий призер чемпіонату світу.

## Біографія
Народився в родині Майкла та Дарлін Капоб'янко. Має двох братів: близнюка Меттью та Крістіана.
Вивчає в Університеті Індіани кінезіологію.
Має два татуювання: на ребрах зліва (курсивом біблійний вірш Псалом 16:8) та на внутрішній стороні правої руки (латиною фраза "Fortes fortuna adiuvat" або "Хоробрим доля допомагає") .

## Спортивна кар'єра
Займався спортивною гімнастикою до 11 років, вигравши юніорський національний титул у 2013 році. Відвідавши дитячий день народження в басейні, спробував гімнастичні навички на трамплінах, де його помітив тренер та запросив до секції стрибків у воду.

#### 2021
На дебютних Олімпійських іграх в Токіо, Японія, здобув з партнером по команді Майклом Гіксоном срібну нагороду в синхронних стрибках з 3-метрового трампліна. У фіналі стрибків з 3-м трампліна посів десяте місце.

## Виступи на Олімпіадах
| Олімпіада  | Дисципліна                              | Місце |
| ---------- | --------------------------------------- | ----- |
| Токіо 2020 | синхронний трамплін, 3 метри (чоловіки) | 2     |
| Токіо 2020 | трамплін, 3 метри (чоловіки)            | 10    |